# Facultad de Ciencias Físicas (Universidad Nacional Mayor de San Marcos)
La Facultad de Ciencias Físicas de la Universidad Nacional Mayor de San Marcos (siglas: FCF-UNMSM) es una de las veinte facultades que conforman dicha universidad. La facultad en la actualidad, dentro de la organización de la universidad, forma parte del área de Ciencias Básicas y cuenta con las escuelas académico-profesionales de Física y, de Ingeniería Mecánica de Fluidos, que brindan tanto estudios de pregrado como de postgrado. Se encuentra ubicada dentro de la ciudad universitaria.

## Historia
En 1850, el Estado peruano estableció el primer Reglamento de Instrucción Pública, en el cual dictaba que la Universidad de San Marcos de Lima sería el centro principal bajo el cual se regirían el resto de universidades peruanas. Durante esta época, la universidad funcionaba en el local del Convictorio de San Carlos, ubicado en el Parque Universitario. Asimismo, en el artículo 23.º, se indicó la creación de dos facultades: la Facultad de Matemáticas y la Facultad de Ciencias Naturales. En dicha época, los estudios de física clásica se hicieron en la primera facultad. 
En 1862, las dos facultades se unieron y pasó a denominarse Facultad de Ciencias y Matemáticas. En este contexto, los títulos de Bachiller, Licenciado y Doctor se brindaban sin ninguna especialización, solo con la denominación general. En 1866, la facultad se independizó de la Facultad de Letras y Jurisprudencia.  
Esto se mantuvo hasta 1875, pues en el siguiente año se aprobó el tercer Reglamento General de Instrucción por el Ministerio de Instrucción. Con este documento, se produjo dos cambios. El primero se refiere a la denominación de la facultad, que pasó a llamarse Facultad de Ciencias. El segundo se refiere a la delimitación de las carreras, que se designaban como secciones.
Bajo este nuevo reglamento, las materias a enseñarse en la sección de Ciencias Físicas se establecieron en el artículo 284: Física general y experimental, Meteorología y Climatología del Perú, Química general con nociones de Metalurgia, Química orgánica, Tecnología, Mineralogía, Geología y Paleontología. Los artículos 292 al 294 especifican los cursos por año:    
- Primer año: teoría de Matemáticas, Física general y Química inorgánica
- Segundo año: Física general, Química orgánica, Mineralogía, laboratorio químico
- Tercer año: Geología y Paleontología, Meteorología y Climatología, Química analítica, Laboratorio químico y mineralógico
- Cuarto año (doctorado): Química y Física especiales, Química analítica, Historia Natural indígena

## Organización

### Gobierno
Para el cumplimiento de sus funciones y fines, la Facultad de Ciencias Físicas cuenta con Órganos de Línea, Órganos de Apoyo y Asesoría, Órganos de Ejecución, Comisiones Permanentes y Transitorias.

#### Alta Dirección
De acuerdo al Acta n.° 018-CF-FCF-2016 la Alta Dirección se encuentra constituido por:

##### Decano
- Ángel Guillermo Bustamante Dominguez.

##### Vicedecano Académico
- Fulgencio Villegas Silva

##### Director Administrativo
- Fidel Gregorio Fretel Martinez.

##### Profesores Consejeros
1. Jesús Félix Sánchez Ortiz.
2. Luis Salazar de Paz.
3. Raúl Gregorio Reyes Vega.
4. Bernardino Pedro Salvador Rojas.
5. Juan Neil Mendoza Nolorbe.

##### Estudiantes Consejeros
1. Andrés Argandoña Villavicencio.
2. Edwin Loayza Nahuero.
3. Hugo Avendaño Rómulo.
4. Juan Carrasco Díaz.

### Órganos de línea
1. Vicedecanato de Investigación y Posgrado. A cargo de: Justo Rojas Tapia.
2. Vicedecanato Académico. A cargo de: Fulgencio Villegas Silva
3. Unidad de Investigación. A cargo de:
4. Unidad de Posgrado. A cargo de: Joel Rojas Acuña
5. Escuelas profesionales:
  - E.P. Física. A cargo de: César Omar Jiménez Tintaya.
  - E.P. Ingeniería Mecánica de Fluidos. A cargo de: Carlos Augusto Antonio Carbonel Huamán.
6. Centro de Responsabilidad Social y Extensión Universitaria. A cargo de: Miguel Fidencio Saavedra Juan de Dios.

### Órganos de Apoyo Académico

#### Departamentos Académicos
- Física del Estado Sólido: La física del estado sólido es la rama de la Física de la materia condensada que trata sobre el estudio de los sólidos, es decir, la materia rígida o semirrígida. Estudia las propiedades físicas de los materiales sólidos, utilizando disciplinas tales como la mecánica cuántica, la cristalografía, el electromagnetismo y la metalurgia física. Forma la base teórica de la ciencia de materiales y su desarrollo ha sido fundamental en el campo de las aplicaciones tecnológicas de microelectrónica al posibilitar el desarrollo de transistores y materiales semiconductores. La mayor parte de la investigación en la teoría de la física de estado sólido se centra en los cristales, en gran parte porque la periodicidad de los átomos en un cristal, su característica definitoria, facilita el modelado matemático, y también porque los materiales cristalinos tienen a menudo características eléctricas, magnéticas, ópticas, o mecánicas que pueden ser explotadas para los propósitos de la ingeniería. El Departamento de Física del Estado Sólido dirige los Laboratorios de Física I, Física Experimental y Física Computacional. Actualmente se encuentra a cargo de Whualkuer Enrique Lozano Bartra.
- Física Interdisciplinaria: La física es la ciencia natural que se encarga del estudio de la energía, la materia, el tiempo y el espacio, así como las interacciones de estos cuatro conceptos. La física es una de las más antiguas disciplinas académicas, tal vez la más antigua, ya que la astronomía es una de sus sub disciplinas. En los últimos dos milenios, la física fue considerada parte de lo que ahora llamamos filosofía, química, y ciertas ramas de la matemática y la biología, pero durante la Revolución Científica en el siglo XVII surgió para convertirse en una ciencia moderna, única por derecho propio. Sin embargo, en algunas esferas como la física matemática y la química cuántica, los límites de la física siguen siendo difíciles de distinguir. Esta disciplina incentiva competencias, métodos y una cultura científica que permiten comprender nuestro mundo físico y viviente, para luego actuar sobre él. Sus procesos cognitivos se han convertido en protagonistas del saber y hacer científico y tecnológico general, ayudando a conocer, teorizar, experimentar y evaluar actos dentro de diversos sistemas, clarificando causa y efecto en numerosos fenómenos. De esta manera, la física contribuye a la conservación y preservación de recursos, facilitando la toma de conciencia y la participación efectiva y sostenida de la sociedad en la resolución de sus propios problemas. El Departamento de Física Interdisciplinaria dirige los Laboratorios de Física General, Física II y Física III. Actualmente se encuentra a cargo de Lucas Arnaldo Alvarado Pinedo.
- Física Atómica, Nuclear y Molecular: La física atómica y molecular se centran en el estudio de las interacciones materia-materia y luz-materia en la escala de átomos individuales o estructuras que contienen unos pocos átomos. Ambas áreas se agrupan debido a su interrelación, la similitud de los métodos utilizados, así como el carácter común de las escalas de energía relevantes a sus investigaciones. A su vez, ambas incluyen tratamientos tanto clásicos como cuánticos, ya que pueden tratar sus problemas desde puntos de vista microscópicos y macroscópicos. Actualmente en física atómica se centra en actividades tales como el enfriamiento y captura de átomos e iones, lo cual es interesante para eliminar “ruido” en las medidas y evitar imprecisiones a la hora de realizar otros experimentos o medidas (por ejemplo, en los relojes atómicos), aumentar la precisión de las mediciones de constantes físicas fundamentales, lo cual ayuda a validar otras teorías como la relatividad o el modelo estándar, medir los efectos de correlación electrónica en la estructura y dinámica atómica, y la medida y comprensión del comportamiento colectivo de los átomos de gases que interactúan débilmente (por ejemplo, en un condensado de Bose-Einstein de pocos átomos). La física molecular se centra en estructuras moleculares y sus interacciones con la materia y con la luz. La Física Nuclear es el campo de la Física que estudia los constituyentes del núcleo atómico y sus interacciones. Las aplicaciones más conocidas de la física nuclear son la tecnología de generación de energía y armamento, pero el campo ha dado lugar a aplicaciones en diversos campos, incluyendo medicina nuclear e imágenes por resonancia magnética, ingeniería de implantación de iones en materiales y datación por radiocarbono en geología y arqueología. El Departamento Académico de Física Atómica, Nuclear y Molecular dirige los Laboratorio de Física aplicada a las ciencias de la Vida y la Salud, Área Médica y el Laboratorio de Física IV. Actualmente se encuentra a cargo de Raúl Félix Carita Montero.
- Ingeniería Mecánica de Fluidos. A cargo de: Víctor Alfredo Yzocupe Curahua.

### Dirección de Apoyo Administrativo
- Dirección Administrativa. A cargo de: Fidel Gregorio Fretel Martínez.
- Unidad de Economía.A cargo de: Ana María Lama More.
- Unidad de Personal. A cargo de:
- Unidad de Servicios y Mantenimiento. A cargo de: Marcel Mony López Ortiz.
- Unidad de Impresiones y Publicaciones. A cargo de: Fidel Gregorio Fretel Martínez.
- Unidad de Trámite Documentario. A cargo de: Rosa Inés Tello Pireta.

### Órganos de Asesoría
- Instituto de Investigación de Física. A cargo de: Jesús Félix Sánchez Ortiz.
- Oficina de Calidad Académica y Acreditación. A cargo de: Felipe Américo Reyes Navarro.
- Unidad de Planificación, Presupuesto y Racionalización. A cargo de: Israel Javier Gutiérrez Orihuela.
- Unidad de Posgrado. A cargo de: Galo Patiño Camargo.

## Estudios académico-profesionales
La Facultad de Ciencias Físicas cuenta con dos modalidades de estudio, el estudio en Pregrado y en Posgrado.

### Pregrado
Luego de alcanzar vacante en el Examen de Admisión de la Universidad Nacional Mayor de San Marcos, el estudiante puede realizar sus estudios en la Facultad de Ciencias Físicas. La facultad cuenta con dos Escuelas Profesionales (E.P.) los cuales son:

#### E.P. Física
La Escuela Profesional de Física se encuentra ubicado en el Pabellón Central. Actualmente se encuentra a cargo de César Omar Jiménez Tintaya.

#### E.P. Ingeniería Mecánica de Fluidos
La Escuela Profesional de Ingeniería Mecánica de Fluidos se encuentra ubicado en el Pabellón de Ingeniería Mecánica de Fluidos. Actualmente se encuentra a cargo de Carlos Augusto Carbonel Huamán.

### Postgrado
La Unidad de Posgrado de la Facultad de Ciencias Físicas (UPG-FCF), tiene su origen en el año 1973, mostrando desde su origen la vocación en la formación de maestros en las diversas ramas del conocimiento científico y tecnológico en Física. En ese mismo año se comenzó a enseñar la Maestría en Física y en el 2015 se inicia el programa de doctorado en Física el cual, junto con los cinco programas de maestría, hoy en día, consolidan el compromiso de la UPG-FCF, es decir, la formación de recurso humano altamente especializado para la generación de conocimiento científico y tecnológico en servicio de la sociedad.
Los proyectos de investigación que se desarrollan para la obtención de los grados de maestro y doctor son realizados dentro de los diversos grupos de investigación de la Facultad, asegurando de esta manera la ejecución del proyecto al lado de los docentes de la Facultad e investigadores nacionales e internacionales de otras instituciones, complementados por una infraestructura y equipamientos que les permiten a nuestros estudiantes la realización de sus tesis.
Debemos destacar que los grupos de investigación de la FCF están caracterizados por tener investigadores calificados por el CONCYTEC y han ganado diversos fondos de financiamiento de la Universidad y externos nacionales como los del CONCYTEC; FONDECYT, Innóvate Perú, entre otros. Actualmente la Unidad de Posgrado se encuentra dirigido por Galo Patiño Camargo.

## Infraestructura y servicios
La Facultad de Ciencias Físicas cuenta con tres pabellones para realizar las actividades Administrativas y Académicas:
- Pabellón Central: El Pabellón Central de la Facultad de Ciencias Físicas cuenta con 3 pisos, el sótano y la azotea. En el sótano se encuentran los laboratorios de CITBM, LACRAM, Laboratorio de Suelos, Laboratorio de Física Experimental, Laboratorio de Física IV y las aulas de enseñanza. En el primer piso se encuentra los salones de clases y las siguientes oficinas administrativas: Instituto de Investigación, Vicedecanato Académico, Decanato, Trámite Documentario, USGYM, Unidad de Economía, Auditorio 109, Unidad de Personal, aula 111, Departamentos Académicos, Aula 115, Dirección Administrativa y la Dirección de Escuela Profesional de Física. En el segundo piso se encuentran las oficinas de los docentes, CERSEU, los laboratorios de Física I, Física II, Física III, laboratorio de Informática. En el tercer piso están las oficinas de docentes, laboratorio de Teledetección, Museo de la FCF, Biblioteca, Grupo SPACE y el Laboratorio de Ciencias de Salud.
- Pabellón de Instituto: El Pabellón de Instituto fue construido en el año 2013 durante la gestión del Mg. Máximo Poma Torres, contando actualmente con 3 pisos. En el primer piso se encuentran los siguientes laboratorios de Investigación: Cristalografía, Arqueometria, Cerámica y Nanomateriales, Cristales Reales y Ciencias de la Tierra. En el segundo piso se encuentran los laboratorios de Física Médica, Metrología, Óptica no lineal. En el tercer piso se encuentra el Laboratorio de Simulación, aulas de enseñanza de Posgrado (Maestría y Doctorado) y la Dirección de Unidad de Posgrado.
- Pabellón de Ingeniería Mecánica de Fluidos: El Pabellón de Ingeniería Mecánica de Fluidos fue construido en el año 2013 durante la gestión del Mg. Máximo Poma Torres, contando en la actualidad con 4 pisos. En el primer piso se encuentra la Oficina de Dirección y Secretaria de EPIMF, Oficina de Dirección y Secretaria de DAIMF, aulas y gabinetes de enseñanza de maestría de IMF, Cafetería, servicios de mantenimiento y los laboratorios de enseñanza e investigación. En el segundo piso se encuentran los gabinetes de laboratorio y las aulas de enseñanza. En el tercer piso se ubica la Biblioteca de IMF y en el cuarto piso se encuentran las aulas de enseñanza para alumnos de IMF y alumnos de Estudios Generales.

### Biblioteca
La Facultad de Ciencias Físicas cuenta con 2 bibliotecas, ubicados en el tercer piso del Pabellón Central y en el tercer piso del Pabellón de Ingeniería Mecánica de Fluidos.

### Museo de Física
El museo de Física se encuentra ubicado en el tercer piso del Pabellón Central.

### Laboratorios
La Facultad de Ciencias Físicas cuenta con diferentes laboratorios para realizar los experimentos que se requieren en las actividades académicas, los cuales se mencionarán a continuación:
1. Centro de Investigaciones Tecnológicas, Biomédicas y Medioambientales - CITBM: En el 2015, luego de ganar el primer concurso de centros de excelencia convocado por el "Consejo Nacional de Ciencia y Tecnología" (CONCYTEC), la Universidad de San Marcos cuenta con el Centro de Investigaciones Tecnológicas, Biomédicas y Medioambientales (siglas CITBM), siendo el primer centro de excelencia del Perú dedicado a la integración de la investigación científica con el desarrollo y la innovación tecnológica. Está liderado por la Universidad de San Marcos y conformado por tres empresas nacionales y tres centros de excelencia internacionales. Cuenta además con varios colaboradores nacionales e internacionales. Las dos líneas de investigación del CITBM son: biotecnología y salud; y agua, suelo y sociedad.
2. Laboratorio de Arqueometría.
3. Laboratorio de Ciencias de la Salud.
4. Laboratorio de Ciencias de la Tierra.
5. Laboratorio de Cerámica y Nanomateriales.
6. Laboratorio de Cristales Reales.
7. Laboratorio de Cristalografía.
8. Laboratorio de Física I.
9. Laboratorio de Física II.
10. Laboratorio de Física III.
11. Laboratorio de Física IV.
12. Laboratorio de Física Experimental.
13. Laboratorio de Física Médica.
14. Laboratorio de Metrología.
15. Laboratorio de Óptica no lineal.
16. Laboratorio de Simulación.
17. Laboratorio de Suelos.
18. Laboratorio de Teledetección.
19. Laboratorios de enseñanza.
20. LACRAM.

## Investigación

### Institutos de investigación
La Facultad de Ciencias Físicas cuenta con 26 Grupos de Investigación aprobadas de acuerdo a la R.R. 1199-R-19. Estos grupos de Investigación son los siguientes:
| Nombre del Grupo Investigador | Nombre del Grupo Investigador                                                                          | Abreviatura | Responsable del Grupo Investigador | Línea de Investigación |
| ----------------------------- | --- | ----------- | ---------------------------------- | --- |
| 01                            | Aleaciones Metálicas y Cristales Reales.                                                               | ALEAMET     | Medrano Atencio, Emilio            | Física e Metales y Aleaciones Metálicas.                                                                                             |
| 02                            | Calibración Instrumentación Microsatélite para preservar el Medio Ambiente.                            | CAIMMA      | Yactayo Yactayo, Gilberto          | Aplicaciones de la Física en Nano ciencia y Nanotecnología de Materiales Magnéticos.                                                 |
| 03                            | Centro de Desarrollo e Investigación en Termofluidos e Hidráulica.                                     | CEDITH      | Salvador Rojas, Bernardino Pedro   | Energética, Recursos Hídricos, Simulación, Modelado y Visualización.                                                                 |
| 04                            | Centro de Investigación de Energías de Mañana.                                                         | CIDEM       | Sánchez Cortez, Lozano Pedro       | Ingeniería y Tecnología del medio Ambiente.                                                                                          |
| 05                            | Ciencia del Suelo, Arqueometría y Nuevos Materiales.                                                   | ASANUM      | Cerón Loayza, María Luisa          | Aplicaciones en Ciencias de Suelo y Arqueometría.                                                                                    |
| 06                            | Conservación de Recursos Hídricos.                                                                     | LAGOS       | Aguirre Céspedes, César Augusto    | - |
| 07                            | Cristalografía, Edafología, Arqueometría y Nuevos Materiales.                                          | CEANUM      | Zeballos Velásquez, Elvira Leticia | Cristalografía y Sistemas Cristalinos Bidimennsionales.                                                                              |
| 08                            | Física Aplicada y Computacional en Nuclear.                                                            | FAYCEN      | Carita Montero, Raúl Félix         | Física Médica y Estudio de Radioisótopos.                                                                                            |
| 09                            | Física Computacional y Simulación Aplicada.                                                            | FICOSIAP    | Montenegro Joo, Javier Sempronio   | Enseñanza de Física desde Diversas Perspectivas.                                                                                     |
| 10                            | Física de Cambios Ambientales y la Teledetección.                                                      | LABTEI      | Rojas Acuña, Joel                  | Teledetección por Satélite Aplicado al Estudio de Recursos Naturales.                                                                |
| 11                            | Grupo de Electroscopia Lineal y No Lineal para el uso de Tecnológico de Materiales Ópticos.            | GELYNOL     | Lozano Bartra, Whualkuer Enrique   | Óptica no Lineal. |
| 12                            | Grupo de Física Teórica.                                                                               | GFT         | Vargas Auccalla, Teófilo           | Cosmología y Gravitación. |
| 13                            | Grupo de Investigación de Sistemas Complejos Funcionalizados.                                          | GISICOF     | Landauro Saénz, Carlos             | Aplicaciones de Física en Nanociencia y Nanotecnología de Materiales Magnéticos.                                                     |
| 14                            | Grupo de Investigación en Astronomía.                                                                  | GIA         | Carlos Reyes, Rafael Edgardo       | Clima Espacial. |
| 15                            | Grupo de Investigación en Ciencias de la Tierra, Clima y Medio Ambiente.                               | CTCLIMA     | Fashe Raymundo, Octavio            | Aplicación de Física al estudio de Atmósfera y Fenómenos para la Prevención de Desastre.                                             |
| 16                            | Grupo de Investigación en Hidráulica, Recursos Hídricos y Medio Ambiente y Energías no Convencionales. | GIHREHMA    | Sarango Julca, Douglas Donal       | Ciencia del Suelo, Recursos Hídricos y Energéticos.                                                                                  |
| 17                            | Grupo de Investigación en Sistemas Fuertemente Correlacionados.                                        | GISFUC      | Vento Flores, Jaime Francisco      | Aplicación de Física a Materiales Magnéticos.                                                                                        |
| 18                            | Grupo de Métodos Computacionales Aplicado a Nanomateriales.                                            | GMCAN       | Rojas Tapia, Justo Alcides         | Estudio de Materiales Avanzados de Estructuras Artificiales.                                                                         |
| 19                            | Instrumentación Física y Aplicaciones.                                                                 | INFISA      | Patiño Camargo, Galo               | Enseñanza de Física desde Física Medica y estudios de Radioisótopos.                                                                 |
| 20                            | LAB2D4.                                                                                                | LAB         | Rivera Riofano, Pablo Héctor       | Ciencia de Materiales Avanzados y Estructuras Artificiales.                                                                          |
| 21                            | Magnetismo Moderno, Nanomagnetismo y Aleaciones Metálicas.                                             | GIMA        | Peña Rodríguez, Víctor Antonio     | Física de Metales y Aleaciones Metálicas Aplicaciones de la Física en Nanociencia y Nanotecnología de Materiales Magnéticos.         |
| 22                            | Materiales Funcionales.                                                                                | MATEFUN     | Bustamante Domínguez, Ángel        | Superconductividad. |
| 23                            | Mecánica de Fluidos - Energética y Termofluidos.                                                       | MECFLUET    | Quispe González, César Alejandro   | Energética. |
| 24                            | Modelamiento Matemático de Procesos Físicos.                                                           | -           | Sabrera Alvarado, Regulo Ángel     | Simulación de Procesos Físicos. |
| 25                            | Modelamiento Numérico en Mecánica de Fluidos.                                                          | MNMF        | Carbonel Huamán, Carlos            | Simulación Numérica. |
| 26                            | Películas Delgadas y Sistemas de Baja Dimensionalidad.                                                 | GIPESBD     | Quispe Marcatoma, Justiniano       | Ciencia de Materiales Avanzados y de estructuras Artificiales: Aplicaciones de Física y Nanotecnología de Materiales Nanomagnéticos. |
| 27                            | Instrumentación Física y Aplicaciones                                                                  | INFISA      | Patiño Camargo, Galo               | Física nuclear |

### Publicaciones científicas y académicas
La Facultad de Ciencias Físicas cuenta con las siguientes publicaciones registradas en RENACYT:
1. 18 Investigadores en el grupo María  Rostworowski.
2. 13 Investigadores en el grupo Carlos Monge.